# Reckange
Pour la commune dans le canton d'Esch-sur-Alzette, voir Reckange-sur-Mess.
Reckange (luxembourgeois : Recken, allemand : Reckingen) est une section de la commune luxembourgeoise de Mersch située dans le canton de Mersch.

## Curiosité
- Menhir de Reckingen